# Villabáscones (Merindad de Sotoscueva)
Villabáscones es una localidad del municipio burgalés de Merindad de Sotoscueva, en la Comunidad Autónoma de Castilla y León (España).
La iglesia parroquial está dedicada a san Esteban.

## Localidades limítrofes
Confina con las siguientes localidades:
- Al este con Quisicedo.
- Al sur con Cueva de Sotoscueva.
- Al oeste con Quintanilla-Sotoscueva.

## Demografía
Evolución de la población
| Gráfica de evolución demográfica de Villabáscones entre 2000 y 2017 |
|                                                                     |
| Población de derecho (2000-2017) según el padrón municipal del INE  |

## Historia
Así se describe a Villabáscones en el tomo XVI del Diccionario geográfico-estadístico-histórico de España y sus posesiones de Ultramar, obra impulsada por Pascual Madoz a mediados del siglo XIX:

Lugar en la provincia, audiencia territorial, capitanía general y diócesis de Burgos (18 leguas), partido judicial de Villarcayo (2 ½), ayuntamiento de la merindad de Sotoscueva (1/4). Situado al pie de la cordillera del Lomo de Pax, con buena ventilación, y clima frío, pero sano, y se padecen constipados. Tiene 6 casas, la cueva de San Bernabé, formada por la naturaleza, que sirve de casa consistorial; una iglesia parroquial (San Esteban), servida por un cura párroco. El término confina N con la expresada cordillera; E Quecedo; S la peña de Villamartín, y O Quintanilla Sotoscueva; en él se encuentra la ermita (San Sebastián). El terreno es de mediana calidad; participa de llano y monte poblado de roble alto y bajo. Los caminos son locales. Producciones: cereales, legumbres; cría ganado cabrío y vacuno, y caza mayor y menor. Población: 7 vecinos, 26 almas. Capital productivo: 135.900 reales. Imponible: 13.363.
Diccionario geográfico-estadístico-histórico de España y sus posesiones de Ultramar